# Colin Norris
Colin Campbell Norris (Glasgow, 12 februari 1976) is een Schotse seriemoordenaar die in de loop van 2002 bij zijn werk als verpleger in Leeds ten minste vier bejaarde vrouwen vermoordde. Hij werd in 2008 veroordeeld tot het uitzitten van minimaal dertig jaar gevangenisstraf. De Britse pers noemt Norris ook wel de Angel of Death.

## Opsporing
Norris deed zichzelf de das om toen hij de dood van Ethel Halls (86) verdacht precies voorspelde. Hij zei tegen een collega van de Leeds General Infirmary dat hij verwachtte dat ze rond kwart over vijf 's morgens zou sterven, 'omdat er altijd iemand stierf als hij nachtdienst had'. Norris voorspelling bleek er nog geen kwartier naast te zitten. De politie onderzocht daarop 72 zaken en kwam bij het overlijden van Halls, Irene Crookes (79), Doris Ludlum (80), en Bridget Bourke (88) tot de conclusie dat Norris ze met een overdosis insuline ombracht. Geen van de vrouwen had diabetes.

## Veroordeling
Norris werd op 3 maart 2008 veroordeeld voor vier moorden plus één poging tot moord op een vijfde vrouw, Vera Wilby (92). De mislukte poging, gepleegd voor de vier geslaagde overdoses, liep fout doordat Wilby van zichzelf een erg hoge bloedsuikerwaarde had. Het werd uitgesloten dat Norris meehielp aan euthanasie, omdat geen van de omgebrachte vrouwen terminaal was. De rechter zag haat voor ouderen als zijn belangrijkste motief.

## Angel of Death
Norris' bijnaam Angel of Death is niet uniek voor een seriemoordenaar. Onder meer Beverley Allitt werd ook onder deze naam bekend.